# The Office: The Accountants
The Office: The Accountants ist eine US-amerikanische Webserie und ein Spin-off von Das Büro. Sie zeigt die Buchhalter in der Abteilung in Scranton, Pennsylvania der fiktiven Dunder Mifflin Paper Company, wie sie versuchen, die im Budget fehlenden dreitausend US-Dollar wiederzufinden. Die Webisoden konnten von den USA aus auf der offiziellen Webseite des Senders NBC angeschaut werden und waren später als Extra in der DVD der zweiten Staffel vorhanden.
Die Webserie wurde im März 2006 angekündigt und danach binnen zwei Tagen in Van Nuys, Los Angeles von derselben Crew wie die Fernsehserie produziert. Sie gewann 2007 einen Daytime Emmy Award in der Kategorie Outstanding Broadband Program – Comedy.

## Produktion und Veröffentlichung
Während der Ausstrahlung der zweiten Staffel von Das Büro gab NBC im März 2006 die Absicht bekannt, zehn Webepisoden zu produzieren. Die Dreharbeiten zu den zehn Webepisoden dauerten insgesamt nur zwei Tage und fanden in Van Nuys, einem Stadtteil von Los Angeles statt. Die Crew bestand aus der gleichen wie bei der zur Fernsehserie, so inszenierte der Das-Büro-Regisseur Randall Einhorn jede Webepisode. Die Das-Büro-Schauspieler und Produzenten Paul Lieberstein und Michael Schur schrieben zusammen alle zehn Drehbücher für die Serie. Michael Zurer fungierte als Editor. In The Accountants tauchen viele Schauspieler aus der Originalserie auf. Brian Baumgartner spielt Kevin Malone, Oscar Nuñez spielte Oscar Martinez und Angela Kinsey porträtiert Angela Martin, die verklemmte Leiterin der Buchhaltung. Daneben traten Melora Hardin, Phyllis Smith, Kate Flannery, Leslie David Baker, David Denman und Rainn Wilson in ihren alten Rollen als Gastdarsteller auf.
Zwischen dem 13. Juli und dem 7. September 2006 wurde jeden Donnerstag eine neue Webepisode auf der Senderwebseite hochgeladen. Alle zehn Episoden waren auch als Extra-Bestandteil der DVD der zweiten Staffel von Das Büro, welche in der zweiten Jahreshälfte 2006 in den USA veröffentlicht wurde.

## Episodenliste

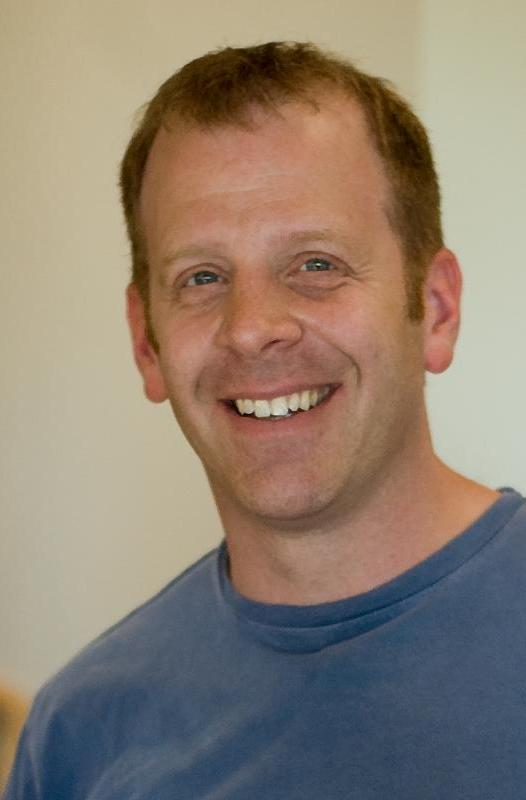
Kodrehbuchautor Paul Lieberstein

| Nr. | Deutscher Titel | Originaltitel            | Erstausstrahlung USA | Deutschsprachige Erstausstrahlung (—) | Regie           | Drehbuch                         |
| --- | --------------- | ------------------------ | -------------------- | ------------------------------------- | --------------- | -------------------------------- |
| 1 | —               | The Books Don’t Balance  | 13. Juli 2006        | —                                     | Randall Einhorn | Michael Schur & Paul Lieberstein |
| Die Buchhalter informieren Jan darüber, dass die Bücher nicht ausglichen sind und in etwa dreitausend US-Dollar fehlen. Sie entscheiden, die anderen Angestellten zu befragen. Aber Oscar ist sich sicher, dass es Michael genommen hat.                                                                                              |                 |                          |                      |                                       |                 |                                  |
| 2 | —               | Phyllis                  | 13. Juli 2006        | —                                     | Randall Einhorn | Michael Schur & Paul Lieberstein |
| Die Buchhalter befragen Phyllis und sie macht ein Geständnis, dass sie sich 14 US-Dollar geliehen habe und vergessen habe, darüber zu berichten. |                 |                          |                      |                                       |                 |                                  |
| 3 | —               | Meredith                 | 20. Juli 2006        | —                                     | Randall Einhorn | Michael Schur & Paul Lieberstein |
| Meredith ist die nächste Mitarbeiterin, die befragt wird. Sie behauptet, sie sei an diesem Tag nicht bei der Arbeit gewesen und riskiere es nicht, verhaftet zu werden, da sie einen Sohn hat, um den sie sich kümmern muss. Sie berichtet auch, dass sie bereits das Sorgerecht für ihr anderes Kinder, eine Tochter, verloren habe. |                 |                          |                      |                                       |                 |                                  |
| 4 | —               | Stanley                  | 27. Juli 2006        | —                                     | Randall Einhorn | Michael Schur & Paul Lieberstein |
| Nun sprechen die Buchhalter mit Stanley, der glaubt, wer auch immer das war, sei klug genug so viel zu stehlen. |                 |                          |                      |                                       |                 |                                  |
| 5 | —               | Someone in the Warehouse | 3. Aug. 2006         | —                                     | Randall Einhorn | Michael Schur & Paul Lieberstein |
| Kevin meint, dass Angela ein Auge auf Roy geworfen habe. Diesen befragen die Buchhalter auch sogleich, aber er weiß nicht einmal, wie man dreitausend US-Dollar Bargeld aus der Portokasse nehmen kann. |                 |                          |                      |                                       |                 |                                  |
| 6 | —               | The Memo                 | 10. Aug. 2006        | —                                     | Randall Einhorn | Michael Schur & Paul Lieberstein |
| Kevin tippt ein Memo für den Dieb sich zu melden. Daneben berichtet er, dass Angela herumkommandiere und macht so eine gefälschte Notiz für sich. |                 |                          |                      |                                       |                 |                                  |
| 7 | —               | Things Are Getting Tense | 17. Aug. 2006        | —                                     | Randall Einhorn | Michael Schur & Paul Lieberstein |
| Mit neuen Erkenntnissen, verdächtigen sich die Buchhalter nun auch untereinander. |                 |                          |                      |                                       |                 |                                  |
| 8 | —               | You’re Mean              | 24. Aug. 2006        | —                                     | Randall Einhorn | Michael Schur & Paul Lieberstein |
| Die Buchhalter warten bis Michael sein Büro verlassen hat, damit sie überprüfen können, ob er das Geld gestohlen hat. |                 |                          |                      |                                       |                 |                                  |
| 9 | —               | Michael’s Office         | 31. Aug. 2006        | —                                     | Randall Einhorn | Michael Schur & Paul Lieberstein |
| Die Buchhalter überprüfen Michaels Büro nach Beweisen für das Geld, doch als sie nichts als billige, nutzlose Sachen finden, beschließen Oscar und Kevin einstimmig, dass sie sich nochmals mit Angela unterhalten müssen. |                 |                          |                      |                                       |                 |                                  |
| 10 | —               | The Best Day of My Life  | 7. Sep. 2006         | —                                     | Randall Einhorn | Michael Schur & Paul Lieberstein |
| Dwight konfrontiert Angela mit ihrer Entscheidung Michael vorgeworfen zu haben, er habe das Geld weggenommen. Kevin und Oscar müssen feststellen, dass die fehlenden Gelder lediglich auf einen Rechenfehler von Angela zurückzuführen sind. Zum Schluss erklärt Kevin noch, dass „dieser Tag der beste in seinem Leben sei“.         |                 |                          |                      |                                       |                 |                                  |

## Rezeption
Die Webserie gewann 2007 bei der 34. Verleihung der Daytime Emmy Awards einen Daytime Emmy Award in der Kategorie Outstanding Broadband Program – Comedy. Tim Stack von Entertainment Weekly gab der Serie die Note „A-“ und schrieb: „Während wir Jim und Pam (ganz zu Schweigen von Steve Carell) vermissen, beweisen diese Kurzepisoden, dass die Zeit mit ihren extrem umständlichen Mitarbeitern genauso süß sein kann“.